# Franc Podlesek
Franc Podlesek, slovenski rokoborec, * 13. julij 1962, Ljubljana.
Podlesek je za Jugoslavijo nastopil na Poletnih olimpijskih igrah 1988 v Seulu, kjer je v velterski kategoriji grško-rimskega sloga izpadel v četrtem krogu.